# 10.º Regimiento de Caballería (Estados Unidos)
El 10.º Regimiento de Caballería del Ejército de los Estados Unidos (del inglés: 10th Cavalry Regiment (United States)),  es una unidad del ejército de los Estados Unidos. Formado como una unidad segregada afroamericana, fue uno de los regimientos pioneros conocidos como Soldados Búfalo, sirviendo en los combates durante las Guerras Indias, al oeste de los Estados Unidos, la Guerra hispano-estadounidense en Cuba y la Guerra filipino-estadounidense. El regimiento se formó como una unidad de combate para ser posteriormente relegado para tareas de vigilancia, por lo tanto, sin combatir, volviendo a entrar en servicio activo mucho después de la Segunda Guerra Mundial.
En el año 1958 entró nuevamente en servicio activo. El regimiento ha sido destinado para combatir en conflictos desde la guerra de Vietnam pasando por la Operación Libertad Duradera y también estuvo en la Guerra de Irak. Actualmente está formado por los escuadrones 1.er (actualmente desactivado), el 4.º y el 7.º y asignado a tres brigadas de la 4.ª División de Infantería (Estados Unidos) ubicada en Fort Carson, Colorado.

## Origen del nombreBuffalo Soldier(Soldados Búfalo)
El 10.º Regimiento de Caballería fue el primero en recibir este nombre, por parte de las distintas tribus indias a las que combatieron durante las Guerras Indias, que, como sus venerados búfalos, decían que poseían una melena gruesa y fuerte como la de los búfalos, y al igual que ellos, luchaban ferozmente durante la lucha hasta la muerte.

## Insignia

### Escudo de armas
- Escudo: Sobre palo pálido, a la derecha: un palado compuesto por siete barras argén  y seis gules, encima sobre azur el tocado de guerra de un jefe indio americano y encima de ambos, en forma de aspa quedan representados un tomahawk y un hacha de guerra, ambos de piedra, a la izquierda: en cuatro cuartos en fajas gul y argén se ven en la primera y la cuarta, una torre en azur y en la segunda y la tercera leones rampantes coronados en gul, en ovalado en el centro, una flor de lis en azur, debajo, en sable, un triángulo con un sol.
- Cresta: Sobre una corona de flores de colores oro y sable, un bisonte americano en posición de ataque.
- Lema: Listo y adelante.

### Distintivos de la unidad
- Descripción:
  - Blasón esmaltado en color oro y metalizado de una pulgada. Sobre una corona oro y sable un bisonte americano en posición de ataque. Al lado enfrentado se representa otro.
  - Debajo de ambos aparece el lema "Listo y adelante" en mayúsculas.
- Simbología:
  - El negro y el oro son los colores utilizados por el regimiento.
  - El búfalo ha sido el emblema del regimiento durante muchos años debido al origen del nombre con que se conocían a sus soldados "soldados búfalo", impuesto por costumbre por los indios a los regimientos de soldados de color.
  - El distintivo y la insignia se usan a pares.
- Fondo:
  - El distintivo y la insignia fueron aprobados  el 13 de marzo de 1922.
  - Fue modificado el 6 de diciembre de 1923 para cambiar el texto en la descripción.
  - El 19 de marzo de 1951, la insignia fue asignada de nuevo para el 510.º Batallón Tanque.
  - El 12 de mayo de 1959 de nuevo fue designada la insignia al 10.º de Caballería.
  - La versión actual de la insignia se diseñó el 22 de agosto de 1991.

### Simbología
El escudo de armas del 10.º Regimiento de Caballería, fue registrado oficialmente el 11 de febrero de 1911 en Fort Ethan Allen, ubicado en Vermont, en la "Ordenanza General número 1", por orden del coronel Thaddeus W. Jones. La descripción de dicha fecha difiere mucho a la actual, sin tener diferencia alguna exceptuando la simbología. No dieron explicación alguna de donde tomaron los símbolos iniciales ni cuando se modificaron por última vez el 22 de agosto de 1991.
El búfalo, forma parte del escudo, es su distintivo principal. Va representado mirando hacia la izquierda, que significa que tomó ese camino al principio de su creación, siempre hacia el oeste de los Estados Unidos. Los colores negro y oro representan el color del "soldado negro" y el honor "refinado" del regimiento.
En el lado izquierdo se representa el espacio de tiempo que estuvieron sirviendo en el oeste americano, desde el año 1866 hasta el 1909. El color azul representa el cielo y las llanuras. El tocado de plumas de águila para las ceremonias de las guerras honra el respeto hacia las tribus nativas americanas. El tomahawk y el hacha de piedra señalando hacia abajo indican la paz conseguida. Las barras rojas y blancas verticales muestran las trece grandes campañas que tuvieron.
Arriba a la derecha. Escudo de armas de Castilla, sin corona, con lo que se representa la Guerra hispano-estadounidense en Cuba y la Guerra filipino-estadounidense, en la que el regimiento ayudó en la liberación de Cuba (1898) y luchó en las Filipinas (1899-1902).
Abajo a la derecha. Con fondo negro se representa la ascendencia afroamericana de los soldados. Dentro una pirámide (triángulo) amarilla con un sol y tres estrellas. En honor a los Katipunan, revolucionarios filipinos, a los que ayudó el regimiento durante los tres años que duró la contienda.

## Himno del regimiento

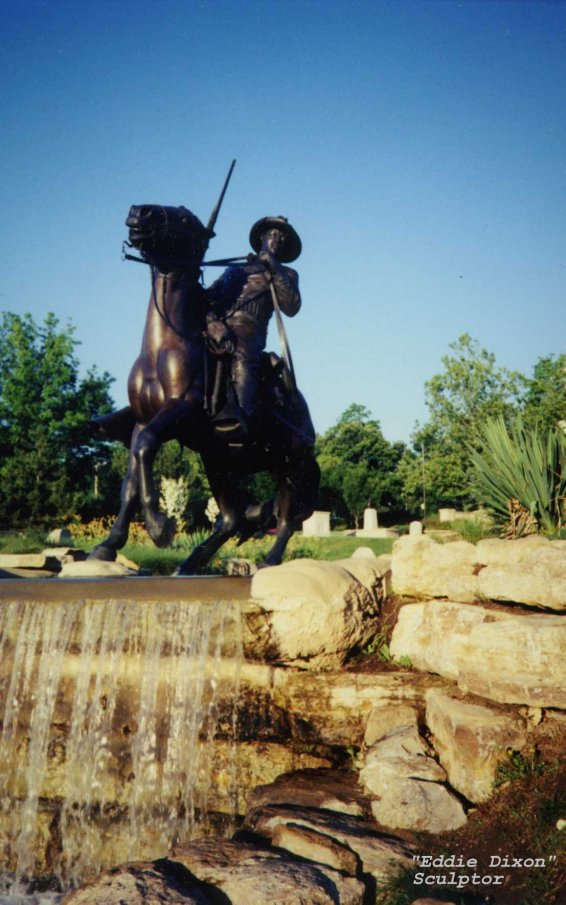
Monumento al Soldado Búfalo en Fort Leavenworth, Kansas. La escultura fue realizada por Eddie Dixon y situada en lo alto de una catarata. Representa a un soldado galopando.

"The Buffaloes"
(El himno fue compuesto alrededor de 1885, con la música de Stephen Foster "Camptown Races")

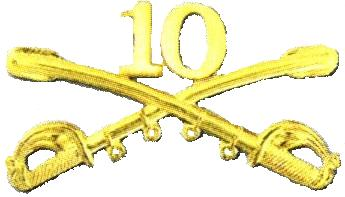
Insignia del regimiento

We're fighting bulls of the Buffaloes,
Git a goin' – git a goin'
From Kansas' plains we'll hunt our foes;
A trottin' down the line.
Our range spreads west to Santa Fe,
Git a goin' – git a goin'.
From Dakota down the Mexican way;
A trottin' down the line.
Goin' to drill all day
Goin' to drill all night,
We got our money on the buffaloes,
Somebody bet on the fight.
Pack up your saddle and make it light.
Git a rollin' – git a rollin'.
You are training fast for a hard fight;
A rollin' down the line.
Untie your horse and boot and gun,
Git a goin' – git a goin'.
Shake out your feet or you'll miss the fun,
A rollin' down the line.
Goin' to drill all day
Goin' to drill all night,
We got our money on the buffaloes,
Somebody bet on the fight.
It's Troops in line for the Buffaloes,
Git a movin' – git a movin'.
Then Squadron mass when the bugle blows'
A movin' into line.
Pull in your reins and sit your horse,
Git a movin' – git a movin'.
If you can't ride you'll be a corpse;
A movin' into line.
Goin' to drill all day
Goin' to drill all night,
We got our money on the buffaloes,
Somebody bet on the fight.

## Historia temprana

### Guerras Indias 1866-1874
El 10.º Regimiento de Caballería del Ejército de los Estados Unidos fue formado en 1866 en Fort Leavenworth, Kansas. Compuesto por soldados de color y oficiales blancos,  muy normal en esa época. A finales del mes de julio de 1867, se habían reclutado ocho compañías de soldados en los Departamentos de Misuri, Arkansas y Platte. No gozaban de muchas comodidades en el fuerte, para empezar, el comandante se oponía a que los afroamericanos sirviesen en el ejército profesional, y les hacía la vida difícil. El coronel Benjamin Grierson trató de trasladar al regimiento y recibió órdenes para su traslado a Fort Riley, en Kansas. Comenzaron a marchar el 6 de agosto de 1867, llegando a su destino el 7 de agosto.
Una de las primeras batallas en la que participó el regimiento fue la Batalla del río Salinas. Transcurrió a 25 millas al noroeste de Fort Hays, a finales del mes de agosto, donde un grupo de trabajadores del ferrocarril fue aniquilado por tribus hostiles Cheyenne, el 10.º junto al 38.º Regimiento de Infantería (renombrado en 1869 como 24.º Regimiento de Infantería) fueron tras las fuerzas hostiles, dando lugar a la batalla.
La Compañía F, comandada por el capitán George Armes, mientras cabalgaba a lo largo del río Salinas, fue rodeada por 400 guerreros Cheyenne, Armes ordenó una formación en cuadro, tratando de encontrar la mejor forma de defenderse. Tras ocho horas de combate aguantando el fuego defensivo en círculos de los Cheyenne cabalgando a su alrededor, estos últimos deciden retirarse. Al final de la batalla, el Capitán Armes, que estaba herido en la cadera desde el principio de la misma, comentó más tarde: "Es la mayor maravilla del mundo haber conseguido escapar a la masacre tras obedecer mis órdenes." Armes felicitó a sus oficiales por el deber cumplido y la frialdad conservada  bajo el fuego.
Durante la campaña de invierno, el regimiento junto al General William Tecumseh Sherman se enfrentó a los Cheyennes, Arapahoes y Comanches. Varias unidades del 10.º consiguieron hacer huir a la tribu Cheyenne hacia el noroeste, donde fueron interceptados por el general Custer y el 7.º Regimiento de Caballería siendo derrotados en la decisiva batalla que hubo cerca de Fort Cobb, en territorio indio.
Entre septiembre y octubre de 1868, las Tropas H e I, siendo comandadas por el brigada (capitán en el ejército profesional) Louis H. Carpenter, realizaron dos grandes acciones; la primera fue el rescate del teniente coronel George Alexander Forsyth y un pequeño grupo formado por 48 exploradores, que fueron "acorralados" y atacados por una banda de 700 indios a las orillas del río Republican donde desemboca el North Fork, quedando para la posteridad conocida como la Batalla de Beecher Island; la segunda acción sucedió dos semanas después, en la que Carpenter, ya de vuelta a Fort Wallace, con los supervivientes de Forsyth, junto con las Tropas H e I del 10.º fueron enviados a una misión de escoltar un suministro para el 5.º Regimiento de Caballería cerca de Beaver Creek. Cuando estaban llegando a su destino fueron atacados por un comando de 500 indios de los que se defendieron y a los que consiguieron hacer huir. Carpenter recibiría más tarde una Medalla de Honor por estas dos acciones.
Durante los siguientes ocho años, el 10.º fue destinado a numerosos fuertes (Forts) a lo largo del territorio de Kansas y de territorio indio (actualmente Oklahoma). Uno de estos fuertes era Fort Gibson desde 1872. Realizaron labores de vigilantes de los trabajadores del ferrocarril Pacific Railroad, en Kansas, que también colocaron líneas de telégrafos llegando hasta Fort Sill. Durante todo ese tiempo patrullaron las reservas y evitaron ataques "hostiles" por parte de los indios en Texas.

### Guerras Indias 1875-1884
El 17 de abril de 1875, la sede de los regimientos 9.º y 10.º de Caballería fueron trasladados a Fort Concho, Texas, varias compañías estaban destinadas allí desde mayo de 1873. En varias ocasiones a partir de 1873 hasta 1885, Fort Concho fue lugar de asentamiento de las compañías A-F, K y M del 9.º de Caballería; las compañías A, D-G, I, L y M del 10.º de Caballería; las compañías D-G del 24.º de Infantería y las compañías G y K del 25.º de Infantería.
Esta vez, la misión del 10.º Regimiento de Caballería era la de proteger a los correos y las rutas de viaje, controlar los movimientos de los indios, y dar protección contra los revolucionarios y bandidos que venían de México, así como obtener conocimiento de la zona, teniendo gran éxito en todas sus misiones. El 10.º exploró aproximadamente 34.420 millas (55.390 km) de una tierra aún sin explorar, creó más de 300 millas (480 km) de nuevas vías, y tendió más de 200 millas (320 km) de líneas telegráficas.
El terreno explorado, inhóspito hasta el momento estaba formado por la zonas más duras y desoladas de la nación. Sus excursiones permitieron trazar mapas de bastante calidad donde se detallaban hasta lugares, agujeros, donde se podía encontrar agua, por si escaseaba, puertos de montaña y zonas de pastoreo que más tarde permitirían el asentamiento humano en la zona. Todo se iba realizando a la vez que tenían que estar en constante lucha contra las inesperadas incursiones de los apaches. La dura estancia en el oeste de Texas hizo que los soldados se acostumbraran a vivir en terrenos difíciles y no aptos para la supervivencia.
En el año 1877 cuatro soldados del 10.º se perdieron, en ese momento estaba al mando el capitán Nicolas Merrit Nolan. Este trágico hecho para los Soldados Búfalo es conocido como "Staked Plains Horror", transcurriendo en la región conocida como Llano Estacado al noroeste de Texas y este de Nuevo México durante el secano mes de julio, especialmente seco ese año, por donde una tropa del regimiento acompañaba a cazadores de búfalo locales vagaron durante días por la zona. Ambos grupos formaban una unidad preparada para atacar a las bandas de nativos americanos que hacían espontáneas e inesperadas incursiones a colonos blancos del lugar, lo que se llegó a conocer como la Guerra de los Cazadores de Búfalo. En el transcurso de cinco días, los nativos separaron y mataron a cuatro soldados y un cazador de búfalos. La noticia se dio a conocer a través del telégrafo, y a su vez a los periódicos, pero de forma incorrecta, donde se informó de manera errónea que la expedición había sido masacrada. Más tarde, cuando el resto de la tropa regresó, los mismos informadores indicaron que "volvieron de entre los muertos".
Durante la campaña de 1879-1880 de las Guerras apaches, el regimiento jugó un papel importante contra el jefe Victorio y su banda. El jefe apache con su banda se escaparon de la reserva de Nuevo México, causando a continuación estragos por todo el suroeste en dirección a México. El coronel Grierson y el regimiento intentaron evitar la entrada del jefe apache a los Estados Unidos para que no se repitieran los desastres que hicieron por donde pasaron ni se sumaran a su rebelión más apaches de las reservas. Conociendo la problemática existente con el agua en la región, Grierson decidió que la mejor forma de atrapar a Victorio era tomando el control de "las fuentes" de agua existente en la ruta.
Durante la campaña se concentró el despliegue militar más grande jamás reunido en el área de Trans-Pecos. Se asignaron seis tropas del regimiento para patrullar la zona de las montañas Van Horn hasta las montañas Quitman, y desde el norte de la Sierra Diablo y las montañas Delaware. El modo de lucha de los indios contra el 10.º, se realizaban a través de escaramuzas, teniendo enfrentamientos en Tinaja de las Palmas (un pozo con agua al sur de Sierra Blanca) y en Rattlesnake Springs (al norte de Van Horn). Estos dos guerrillas hicieron que Victorio no pudiera avanzar más, obligándolo a retirarse hacia México. Victorio y su banda no fueron capturados, pero el 10.º Regimiento de Caballería consiguió su propósito, evitar su llegada a Nuevo México. Los esfuerzos del regimiento agotaron las fuerzas de los apaches, que poco después de cruzar la frontera, Victorio y muchos de sus guerreros fueron asesinados por tropas mexicanas el 14 de octubre de 1880.

### Guerras Indias 1885-1898
En el año 1885, el regimiento fue trasladado al Departamento de Arizona, de nuevo participó en búsquedas y persecuciones de apaches, esta vez encabezados por Gerónimo, Nana, Nachez, Chihuahua y Magnus.
El 10.º Regimiento de Caballería continuó batallando contra los apaches tras la rendición de su líder Gerónimo en 1886. Uno de los últimos enfrentamientos fue el ocurrido al norte de Globe en Río Salado, durante una exploración el 7 de marzo de 1890. Tras esta batalla el sargento William McBryar fue galardonado con la Medalla de Honor por sus acciones durante la persecución de los guerreros apaches.
Tras veinte años de servicio en diversos destinos en el suroeste, el regimiento, bajo el mando del coronel John K. Mizner, fue trasladado al Departamento de Dakota en el año 1891, desarrollando su actividad en varios destinos en Montana y Dakota hasta el año 1898. Durante este tiempo, un joven teniente, John J. Pershing, (apodado "Blackjack" por el largo tiempo que pasó en la unidad) estuvo a cargo de una tropa en Fort Assinniboine en Montana. Pershing dirigió una expedición para capturar y deportar a Canadá un gran grupo de indios Cree.
Resumiendo, desde el año 1866 hasta la década de 1890, el regimiento estuvo destinado en varios puestos al suroeste de los Estados Unidos para reducir a los indios durante las guerras apaches y en las regiones de las Grandes Llanuras. Participaron en la mayoría de las campañas militares y consiguió un gran reconocimiento. Trece soldados y seis oficiales de los Buffalo Soldiers (de cuatro regimientos incluyendo al 10.º) consiguieron la Medalla de Honor durante las guerras indias.

### Medalla de Honor - Guerras Indias
La Medalla de Honor es la más alta condecoración militar que se otorga en los Estados Unidos. Dos miembros del 10.º Regimiento de Caballería la obtuvieron durante las guerras indias, sus nombres eran:
- William McBryar, sargento de la compañía K, del 10.º 10.º Regimiento de Caballería en Río Salado, al norte de Globe, Arizona, desde el 7 de marzo de 1890 hasta el 15 de mayo de 1890. Más tarde fue ascendido a primer teniente del Ejército de los Estados Unidos.
- Louis H. Carpenter, capitán de la compañía H, del 10.º Regimiento de Caballería durante las campañas indias, en los estados de Kansas y Colorado, entre septiembre y octubre de 1868. Más tarde fue ascendido a general de brigada en el ejército estadounidense.

## Guerra hispano-estadounidense
El regimiento, formó parte en la Guerra hispano-estadounidense en 1898, junto a los regimientos 24.º y 25.º (1.ª División, 1.ª Brigada) y el 9.º de Caballería.
El 9.º y el 10.º Regimiento junto con restos de voluntarios, formaron la unidad conocida como División de Caballería (desmontada después), que estaba bajo el mando del general de división Joseph Wheeler y el primer brigada Samuel S. Sumner. La primera brigada, incluía el 1.º Regimiento de Caballería Voluntaria de Estados Unidos, conocidos como los "Rough Riders de Roosevelt" (Jinetes Duros de Roosevelt).
Participaron en la Batalla de las Guásimas, la Batalla de Tayacoba (donde recibieron la Medalla de Honor cuatro componentes de una partida de rescate),  la Batalla de las Colinas de San Juan, y el sitio de Santiago de Cuba.
Fueron las tres batallas más importantes que libró el regimiento alrededor de la ciudad de Santiago de Cuba. En muchos sentidos fue la formación del 10.º Regimiento más gloriosa de todos los tiempos.
La primera de las batallas fue la de Las Guásimas, el 24 de junio de 1898, en la que el teniente Conley y el 10.º Regimiento salvaron una parte del 1.º Regimiento de la aniquilación cuando los refuerzos cayeron en una emboscada y fueron inmovilizados. El corresponsal de guerra del semanal Harper, Frederic Remington estuvo presente y en el año 1899 pintaría "Scream of the Shrapnel" (Grito de la metralla) donde representó dicho evento. La segunda batalla fue la de El Caney, en la que en la madrugada del 1 de julio, mientras fuerzas españolas celebraban que tenían a los americanos dominados por cerca de doce horas. Por último fue por la tarde de ese mismo día durante la Batalla de las Colinas de San Juan.
En la Batalla de las Colinas de San Juan, el 10.º se apoderó de dos puestos importantes, uno era el conocido como Kettle Hill por los estadounidenses y el otro era la Colina de San Juan.
Mientras el 10.º iba avanzando, recibían a su vez el ataque desde la Colina de San Juan, que era una fortaleza de los españoles y otras unidades le empezaban a atacar tanto por el flanco izquierdo como por el derecho, pero no terminaba de llegar la orden de avanzar definitiva. La espera comenzó a desilusionar y desmoralizar a los hombres del regimiento.